# Hydriastele longispatha
Hydriastele longispatha (лат.) — вид однодольных растений рода Hydriastele семейства Пальмовые (Arecaceae). Под текущим таксономическим названием был описан ботаниками Уильямом Джоном Бейкером и Эдрианом Лу в 2004 году.

## Распространение, описание
Обычно считается эндемиком Папуа — Новой Гвинеи, хотя один из экземпляров был собран на территории Индонезии.
Фанерофит.
Следующее описание было предложено для одного из экземпляров растения. Крепкая пальма высотой до 25 м. Диаметр стебля 22 см. Цвет коры от бело-серого у основания до черновато-лилового и зелёного у кроны. Крона с шестнадцатью перистыми листьями.

## Синонимы
Синонимичные названия:
- Gulubia brassii Burret
- Gulubia crenata Becc.
- Gulubia longispatha Becc.basionym
- Gulubia obscura Becc.